# Теодороваць
45°33′ пн. ш. 18°04′ сх. д. / 45.55° пн. ш. 18.07° сх. д.
Теодороваць (хорв. Teodorovac) — населений пункт у Хорватії, в Осієцько-Баранській жупанії у складі громади Джурдженоваць.

## Населення
Населення за даними перепису 2011 року становило 77 осіб.
Динаміка чисельності населення поселення:

## Клімат
Середня річна температура становить 11,12 °C, середня максимальна – 25,44 °C, а середня мінімальна – -5,90 °C. Середня річна кількість опадів – 714 мм.
| Клімат поселення                              | Клімат поселення | Клімат поселення | Клімат поселення | Клімат поселення | Клімат поселення | Клімат поселення | Клімат поселення | Клімат поселення | Клімат поселення | Клімат поселення | Клімат поселення | Клімат поселення | Клімат поселення |
| Показник                                      | Січ.             | Лют.             | Бер.             | Квіт.            | Трав.            | Черв.            | Лип.             | Серп.            | Вер.             | Жовт.            | Лист.            | Груд.            |                  |
| Середній максимум, °C                         | 5,87             | 8,06             | 12,70            | 17,20            | 22,42            | 25,44            | 25,28            | 24,69            | 20,47            | 15,12            | 9,29             | 5,29             |                  |
| Середня температура, °C                       | −0,02            | 2,19             | 6,79             | 11,31            | 16,54            | 19,56            | 21,46            | 20,85            | 16,63            | 11,28            | 5,46             | 1,46             |                  |
| Середній мінімум, °C                          | −5,9             | −3,72            | 0,93             | 5,42             | 10,65            | 13,66            | 17,62            | 17,02            | 12,80            | 7,44             | 1,61             | −2,38            |                  |
| Норма опадів, мм                              | 44               | 42               | 42               | 55               | 68               | 93               | 64               | 63               | 53               | 63               | 71               | 56               |                  |
| Середньомісячна швидкість вітру, м/с          | 2.16             | 2.40             | 2.70             | 2.60             | 2.30             | 2.10             | 2.10             | 1.90             | 1.90             | 2.00             | 2.10             | 2.20             |                  |
| Середньомісячна сонячна радіація, кДж/м²·день | 4206             | 6866             | 10827            | 15265            | 19206            | 21093            | 22264            | 20143            | 14880            | 9161             | 4746             | 3554             |                  |
| --------------------------------------------- | ---------------- | ---------------- | ---------------- | ---------------- | ---------------- | ---------------- | ---------------- | ---------------- | ---------------- | ---------------- | ---------------- | ---------------- | ---------------- |
| Джерело:                                      |                  |                  |                  |                  |                  |                  |                  |                  |                  |                  |                  |                  |                  |